# Манибхадра

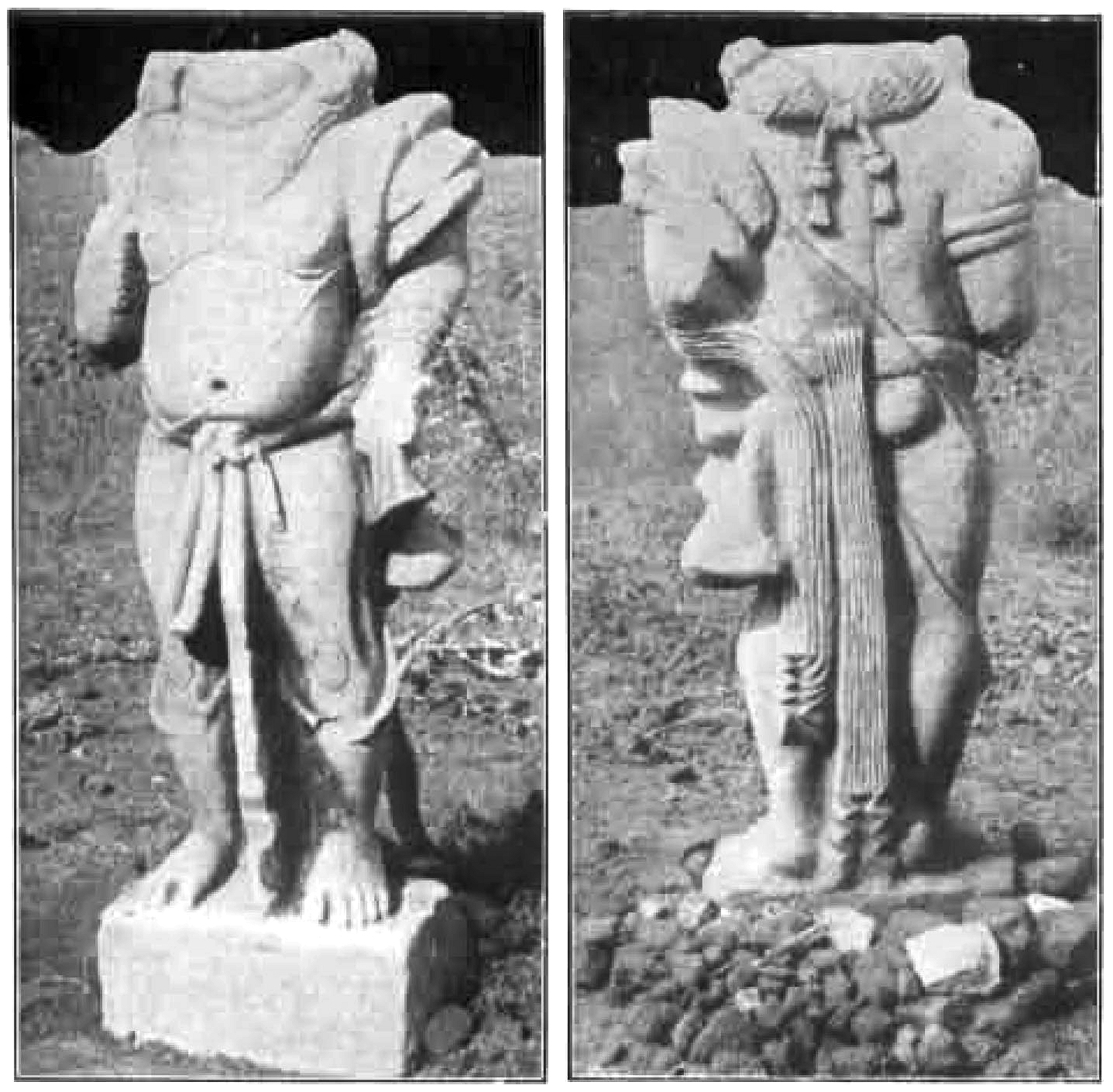
Изображение Манибхадры в Павайе

Манибхадра — один из главных якшей, популярное божество в древней Индии, сын бога богатств Куберы.

## Иконография
Было найдено несколько хорошо известных изображений якши Манибхадры. Два самых старых известных изображения приведены здесь.

### Якша Манибхадра из Пархэма
Якша Манибхадра происходит из Пархэма недалеко от Матхуры, датируется примерно 200 г. до н. э. — 50 г. до н. э. Статуя имеет высоту 2,59 метров. По стилистическим соображениям и палеографическому анализу надписи статуя датируется серединой II века до н. э. Надпись гласит: «Сделано Комитакой, учеником Куники. Учрежден восемью братьями, членами общины Манибхадры.» Таким образом, эта надпись указывает на то, что статуя представляет якша Манибхадру. По словам Джона Бордмана, подол платья восходит к греческому искусству. Описывая похожую статую, Джон Бордман пишет: «У неё нет местных предшественников, и она больше всего похожа на греческий позднеархаический маньеризм». Подобные складки можно увидеть в Бхархут Яване.

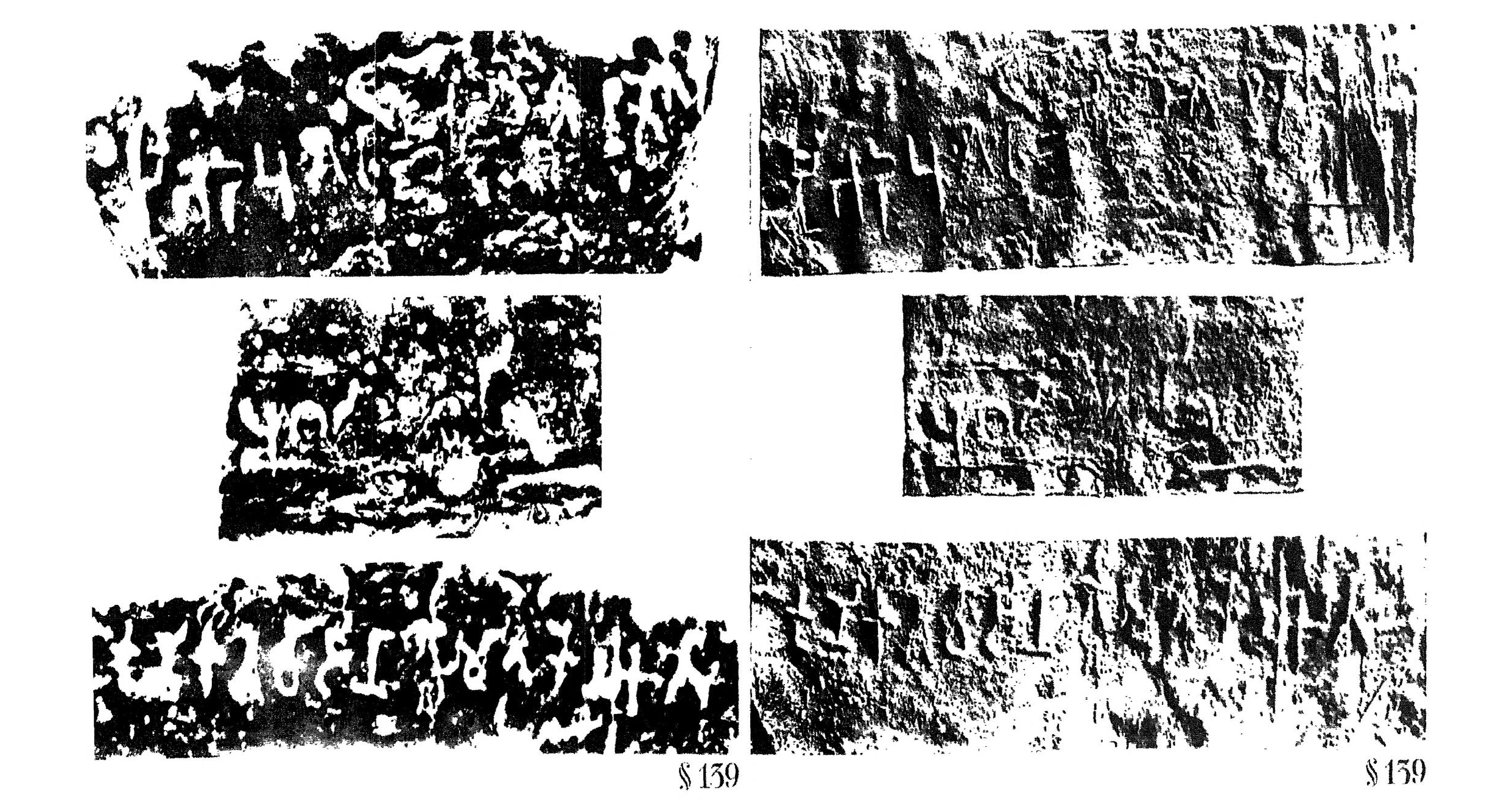
Надпись Пархам Якша, палеографически датируемая серединой II века до нашей эры[6].
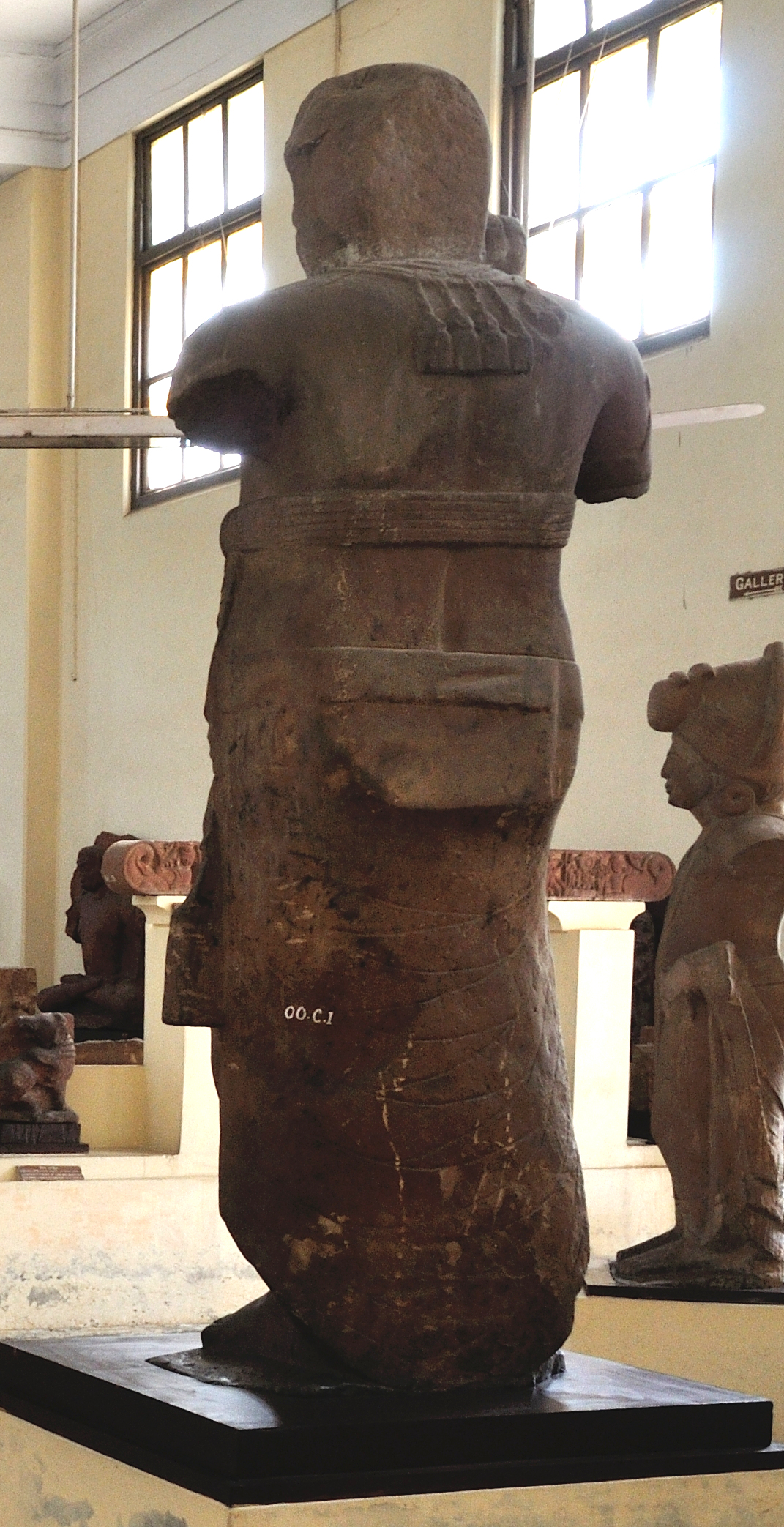
Пархам Якша (вид сзади)
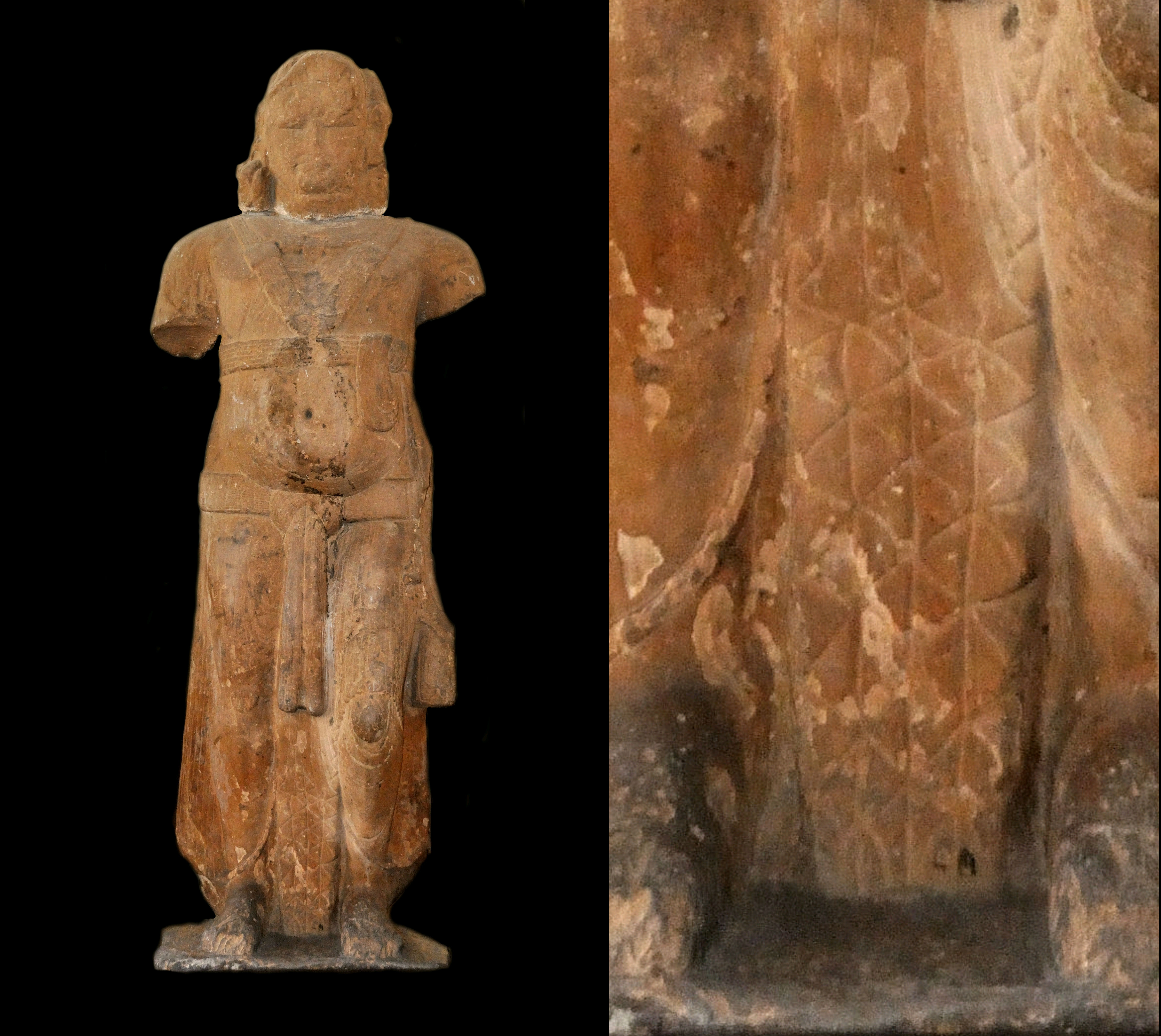
Пархам Якша и деталь узора волнистой складки платья[7], около 150 г. до н.э.

### Якша Манибхадра от Падмавати Павая

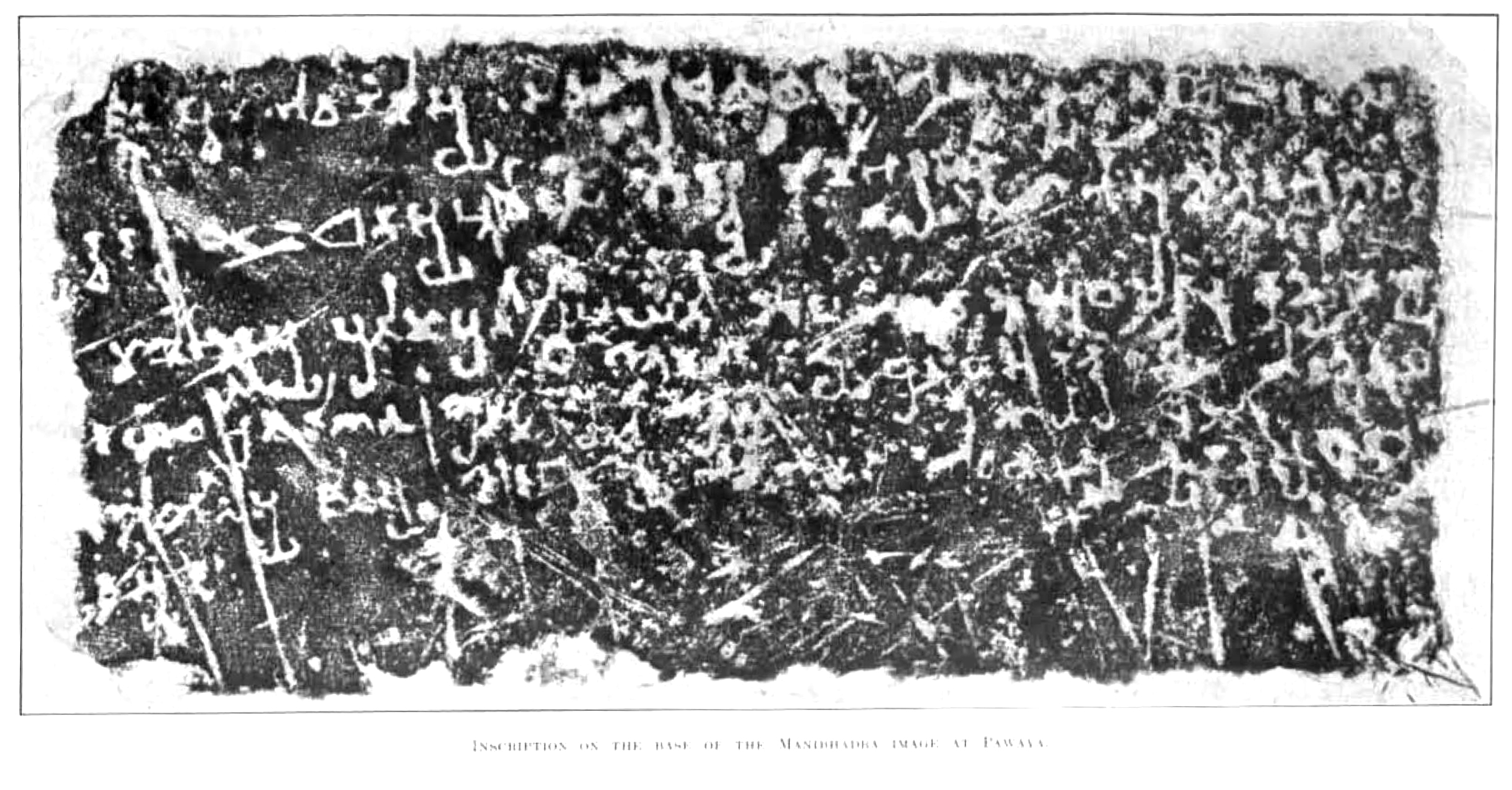
Надпись на основании изображения Манибхадры в Павайе.

Якша Манибхадра от Падмавати Павая. В надписи под изображением упоминается группа поклонников Манибхадры.
Обе статуи представляют собой монументальные скульптуры больше, чем настоящие, часто датируемые периодом Маурья или Шунга. Пархэмский Якша был использован Рамом Кинкером Байджем, чтобы вырезать изображение Якши, которое сейчас стоит перед Резервным банком Индии в Дели.
Манибхадру часто изображали с мешком денег в руке. 

## В мифологии
Манибхадра был сыном Куберы и его жены Бхадры. У него был брат по имени Налакувара. В «Рамаяне» Манибхадра сражался с Раваной, чтобы защитить Ланку, но потерпел неудачу. В «Махабхарате» Манибхадра упоминается вместе с Куберой как глава якшей. Арджуна поклонялся ему. «Бхагаватам» рассказывает следующую историю о братьях. Однажды Манибхадра и Налакувара играли со своими женами или апсарами в реке Ганг. Они были пьяны и обнажены. Когда бог-мудрец Нарада проходил мимо, чтобы навестить Вишну, женщины прикрылись, но обнаженные братья были слишком пьяны, чтобы увидеть мудреца, и начали хвалиться собой. Нарада хотел преподать братьям урок и проклял их, чтобы они превратились в деревья и могли быть освобождены лишь прикосновением аватара Вишну. Во время Двапара-юги Кришну привязала к ступе его мать Яшода в наказание за то, что он ел грязь. Кришна пополз со ступой, но миномёт застрял между двумя деревьями. Кришна, используя свои божественные силы, вырвал деревья с корнем, освободив Налакувару и Манигриву от их проклятия.

### Другие легенды

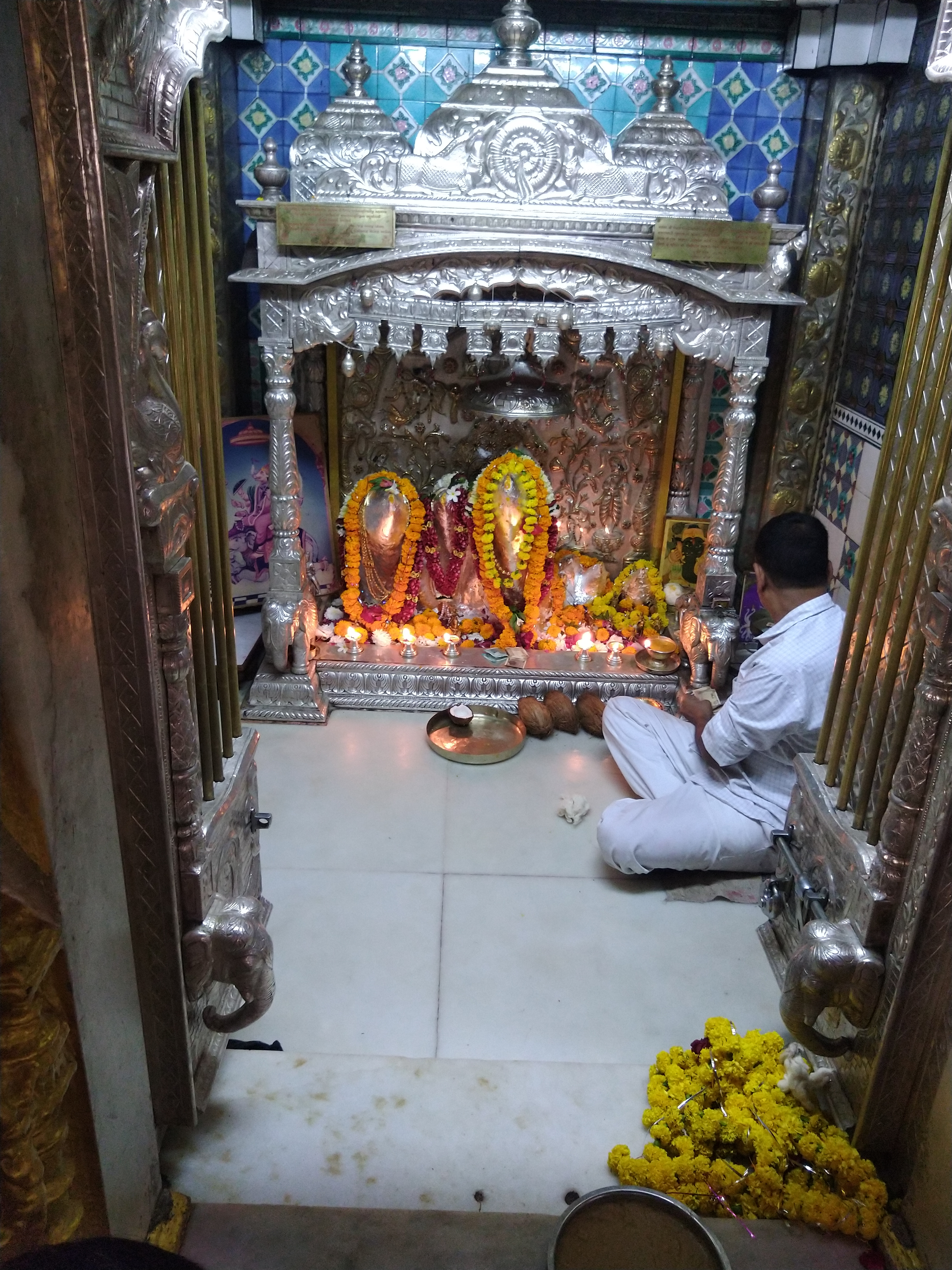
Храм Манибхадра, Магарвада

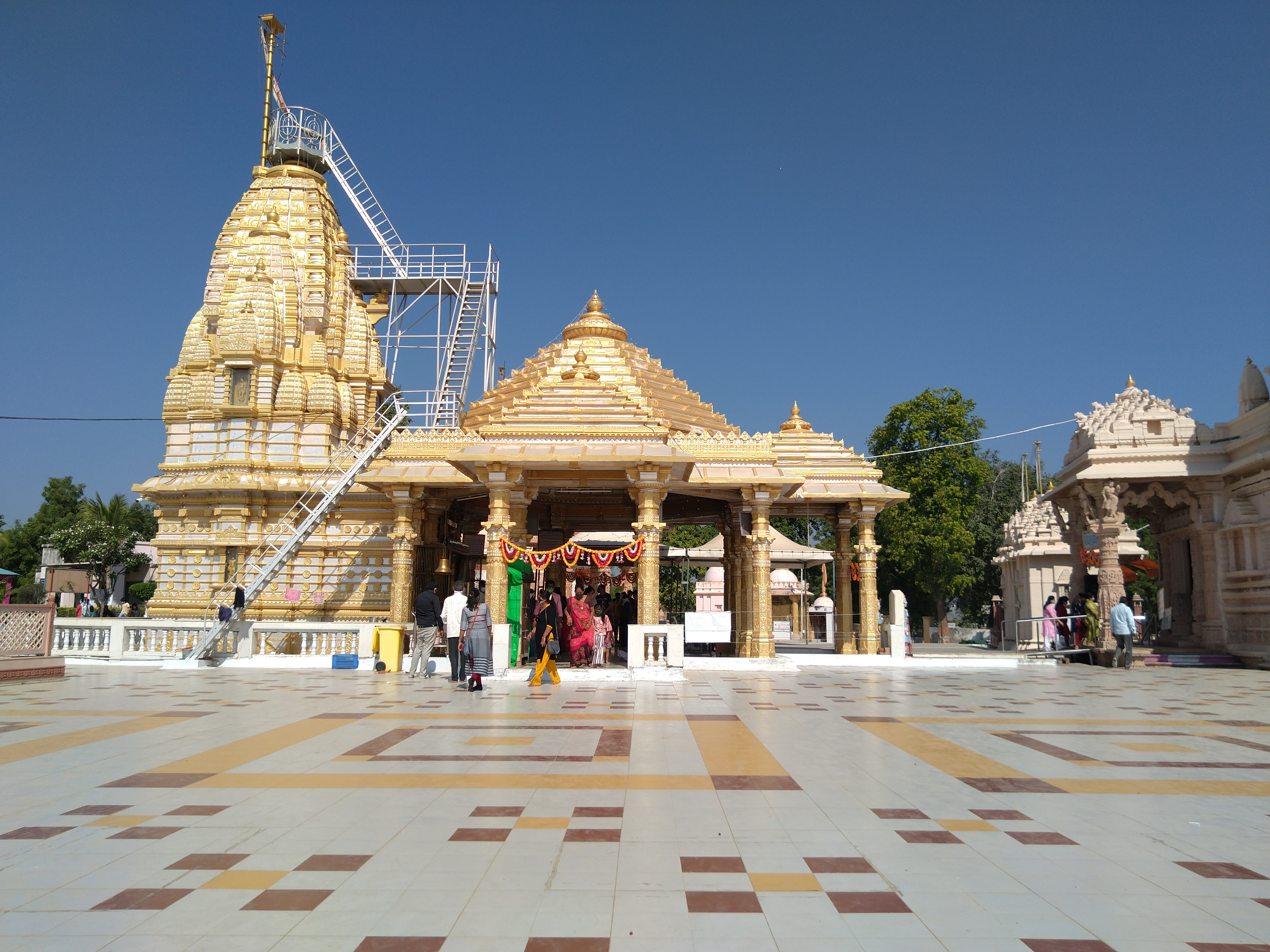
Храм Манибхадра, Аглод

Упоминается, что ещё один с таким именем является аватаром Шивы, в которого он превратился, когда рассердился и призвал на войну. Манибхадра уничтожил армию Джаландхары вместе с Вирабхадрой, другим воплощением Шивы. Возможно, что аватаром Шивы и главой якшей может быть один и тот же Манибхадра, но подтверждения этому нет. Манибхадра также является богом мореплавателей, особенно торговцев, отправляющихся в море по делам в дальние страны.

## В буддизме
В Самъютта-никае, Манибхадра проживает в Манимала Чайтья в Магадхах. Якша Манибхадра упоминается в Дхарани Возвышенного Манибхадры.

## В джайнизме
В Сурьяпраджняпти упоминается манибхадра-чайрия в Митхиле. Якши упоминаются в Хариванша-пуране (783 г. н. э.) Джинасены, положившей начало этой концепции. Среди них самыми популярными были якши Манибхадра и Пурнабадра, а также якшини Бахупутрика. Якши Манибхадра и Пурнабадра упоминаются как вожди якшей, Манибхадра северных, а Пурнабадра — южных.
Манибхадра по-прежнему является якшей, которому поклоняются джайны, особенно те, которые связаны с Тапа Гаччха. Связаны с Манибхадрой следующие три храма: Удджайн, Аглод (в Мехсане) и Магарвада (в Банаскантхе). Манибхадра Якша (или Вира) — популярный полубог среди джайнов Гуджарата. Он может принимать множество обличий, включая бесформенные скалы, однако в наиболее распространенном представлении он показан с многоголовым слоном Айраватой.